# 3648 Raffinetti
A 3648 Raffinetti (ideiglenes jelöléssel 1957 HK) a Naprendszer kisbolygóövében található aszteroida. A La Plata obszervatóriumban fedezték fel 1957. április 24-én.